# Дасович, Ник
Ник Роберт Дасович (англ. Nick Robert Dasovic; родился 5 декабря 1968 года в Ванкувере, Канада) — канадский футболист хорватского происхождения, полузащитник, известный по выступлениям за «Сент-Джонстон», «Ванкувер Уайткэпс» и сборную Канады. В настоящее время занимается тренерской деятельностью.

## Клубная карьера
Дасович начал свою профессиональную карьеру в 1989 году, вернувшись на историческую родину, где играл за загребское «Динамо». В 1994 году он вернулся в Канаду, где несколько сезонов отыграл за «Монреаль Импакт» и «Ванкувер 86». В 1996 году Ник вновь переехал в Европу, поиграв за клуб французской Лиги 3 «Стад Бриёшин» и шведский «Треллеборг».
В 1997 году он перешёл в шотландский «Сент-Джонстон». В своём дебютном сезоне Ник помог клубу выйти в шотландскую Премьер лигу. В 1998 году Дасович помог «Сент-Джонстону» выйти в финал Кубка Шотландии, где несмотря на гол забитый Ником его команда уступила «Рейнджерс». В Шотландии он отыграл пять сезонов, проведя за клуб более 150 матчей во всех турнирах. В 2002 году Ник вернулся на родину, подписав контракт с «Ванкувер Уайткэпс». В 2005 году он завершил карьеру игрока, и стал ассистентом тренера в «Ванкувере».

## Международная карьера
2 апреля 1992 года в товарищеском матче против сборной Китая Дасович дебютировал в сборной Канады. В 1993 году Ник принял участие в розыгрыше Золотого кубка КОНКАКАФ. На турнире он сыграл в матчах против Коста-Рики и Мексики. В поединке против костариканцев Дасович забил свой первый гол за национальную команду.
В 2000 году Ник стал победителем розыгрыша Золотого кубка КОНКАКАФ. На турнире он сыграл в матчах против команд Коста-Рики, Южной Кореи, Мексики, Тринидада и Тобаго и Колумбии.
В 2001 году Дасович принял участие в Кубке Конфедераций 2001 в Японии и Южной Корее. На турнире он сыграл в матчах против Камеруна и Бразилии.
В 2002 году Ник завоевал бронзовые медали Золотого кубка КОНКАКАФ. На турнире он сыграл в матчах против Южной Кореи, Гаити, Эквадора и США.
В 2003 году Ник в четвёртый раз принял участие в Золотом кубке КОНКАКАФ. На турнире он сыграл в матчах против сборных Коста-Рики и Кубы.

### Голы за сборную Канады
| #   | Дата            | Место                                 | Противник  | Счёт | Результат | Соревнование                     |
| --- | --------------- | ------------------------------------- | ---------- | ---- | --------- | -------------------------------- |
| 01. | 11 июля 1993    | Ацтека, Мехико, Мексика               | Коста-Рика | 1:0  | 1:1       | Золотой кубок КОНКАКАФ 1993      |
| 02. | 13 октября 1996 | Стадион Содружества, Эдмонтон, Канада | Куба       | 2:0  | 2:0       | Чемпионат мира 1998 квалификация |

### Статистика в сборной
| Канада | Канада | Канада | Канада  |
| Год    | Игры   | Голы   | Ассисты |
| ------ | ------ | ------ | ------- |
| 1992   | 7      | 0      | 0       |
| 1993   | 7      | 1      | 0       |
| 1994   | 5      | 0      | 0       |
| 1995   | 5      | 0      | 0       |
| 1996   | 7      | 1      | 0       |
| 1997   | 2      | 0      | 0       |
| 1998   | 0      | 0      | 0       |
| 1999   | 9      | 0      | 0       |
| 2000   | 4      | 0      | 0       |
| 2001   | 5      | 0      | 0       |
| 2002   | 4      | 0      | 0       |
| 2003   | 4      | 0      | 0       |
| 2004   | 1      | 0      | 0       |
| Всего  | 60     | 2      | 0       |

## Достижения
Международные
 Канада
- Золотой кубок КОНКАКАФ — 2000
- Золотой кубок КОНКАКАФ — 2003

Индивидуальные
- Канадский футбольный Зал Славы — 2011